# Regeringen Anders Fogh Rasmussen I
Regeringen Anders Fogh Rasmussen I dannedes efter folketingsvalget 2001 og var Danmarks regering fra 27. november 2001 til 18. februar 2005.
Følgende ministre fra partierne Venstre (V) og Det Konservative Folkeparti (K) var medlem af regeringen:
- Anders Fogh Rasmussen (V): Statsminister.
- Bendt Bendtsen (K): Økonomi- og erhvervsminister. Indtil 18. juni 2002 også minister for nordisk samarbejde.
- Per Stig Møller (K): Udenrigsminister.
- Thor Pedersen (V): Finansminister.
- Claus Hjort Frederiksen (V): Beskæftigelsesminister.
- Lene Espersen (K): Justitsminister.
- Brian Mikkelsen (K) Kulturminister.
- Bertel Haarder (V): Minister for flygtninge, indvandrere og integration. Indtil 1. januar 2003 også minister uden portefølje med henblik på at bistå udenrigsministeren med især opgaver i forbindelse med varetagelsen af Danmarks formandskab for Den Europæiske Union. Fra 2. august 2004 også minister for udviklingsbistand.
- Flemming Hansen (K): Trafikminister. Fra 18. juni 2002 også minister for nordisk samarbejde.
- Helge Sander (V): Minister for videnskab, teknologi og udvikling.
- Mariann Fischer Boel (V): Fødevareminister indtil 2. august 2004.
- Hans Christian Schmidt (V): Miljøminister indtil 2. august 2004, derefter Fødevareminister.
- Lars Løkke Rasmussen (V): Indenrigs- og sundhedsminister.
- Tove Fergo (V): Kirkeminister.
- Ulla Tørnæs (V): Undervisningsminister.
- Henriette Kjær (K): Socialminister og minister for ligestilling indtil 2. august 2004, derefter familie- og forbrugerminister.
- Svend Aage Jensby (V): Forsvarsminister indtil 24. april 2004.
- Søren Gade (V): Forsvarsminister fra 24. april 2004.
- Eva Kjer Hansen (V): Socialminister og minister for ligestilling fra 2. august 2004.
- Connie Hedegaard (K): Miljøminister fra 2. august 2004.
- Svend Erik Hovmand (V): Skatteminister indtil 2. august 2004.
- Kristian Jensen (V): Skatteminister fra 2. august 2004.

## Ekstern kilde/henvisning
- Statsministeriets hjemmeside